# Alan Hutton
Alan Hutton (Penilee, Glasgow, 1984. november 30. –) skót labdarúgó, jelenleg az angol Tottenham Hotspur és a skót válogatott játékosa.

## Pályafutása

### Rangers
Hutton a Rangers-ben a Partick Thistle ellen debütált 2002. december 22-én. Első gólját a Dunfermline Athletic ellen szerezte 2004. március 23-án.

### Tottenham Hotspur
A 2007-08-as szezon alatt, a januári átigazolási időszakban az angol élvonalbeli Tottenham Hotspur 8 millió fontos ajánlatot tett a játékosért. Hutton kezdetben elutasította ezt, majd újra így tett, mikor a Spurs másodszorra is megkereste. Végül 2008. január 30-án a két csapat véglegesítette az átigazolását. Hutton 9 millió fontért csatlakozott a Tottenham-hez. Első mérkőzését a Manchester United ellen játszotta 2008. február 2-án. Játszott továbbá az angol Ligakupa döntőjében a Wembley-ben február 24-én a Chelsea ellen, ami Tottenham sikerrel végződött. 2008 nyarán megkapta a 2-es mezt, amit a távozó Pascal Chimbonda viselt. Korábban a 28-as számú volt az övé.

### Válogatott
Hutton korábbi Rangers csapattársával, Charlie Adammel először 2007. május 11-én kapott meghívást Alex McLeish szövetségi kapitánytól a skót válogatottba egy Ausztria elleni barátságos mérkőzésre, majd egy Feröer elleni 2008-as Európa-bajnoki selejtezőre. 2007. május 30-án debütált a válogatottban Ausztria ellen, a 71. percben csereként pályára lépve. Első tétmérkőzését egy EB selejtezőn, Litvánia ellen 2007. szeptember 8-án játszotta. Ezen a mérkőzésen már a kezdő tizenegyben kapott helyet.

## Sikerei, díjai
Rangers
- Skót bajnok - 2004-05

Tottenham Hotspur
- Angol labdarúgó-ligakupa-győztes - 2007-08

## Statisztika
Frissítve 2008. április 28-án
| Csapat            | Szezon   | Bajnokság | Bajnokság | Kupa  | Kupa | Ligakupa | Ligakupa | UEFA  | UEFA | Összesen | Összesen |
| Csapat            | Szezon   | Meccs     | Gól       | Meccs | Gól  | Meccs    | Gól      | Meccs | Gól  | Meccs    | Gól      |
| ----------------- | -------- | --------- | --------- | ----- | ---- | -------- | -------- | ----- | ---- | -------- | -------- |
| Rangers           | 2002-03  | 1         | 0         | 0     | 0    | 0        | 0        | 0     | 0    | 1        | 0        |
| Rangers           | 2003-04  | 11        | 1         | 0     | 0    | 0        | 0        | 0     | 0    | 11       | 1        |
| Rangers           | 2004-05  | 10        | 0         | 1     | 0    | 0        | 0        | 1     | 0    | 12       | 0        |
| Rangers           | 2005-06  | 19        | 0         | 0     | 0    | 1        | 0        | 3     | 0    | 23       | 0        |
| Rangers           | 2006-07  | 33        | 1         | 1     | 0    | 2        | 0        | 8     | 1    | 44       | 2        |
| Rangers           | 2007-08  | 20        | 0         | 1     | 1    | 1        | 0        | 9     | 0    | 31       | 1        |
| Rangers           | Össz.    | 94        | 2         | 3     | 1    | 4        | 0        | 21    | 1    | 122      | 4        |
| Tottenham Hotspur | 2007-08  | 12        | 0         | 0     | 0    | 1        | 0        | 0     | 0    | 13       | 0        |
| Tottenham Hotspur | Össz.    | 12        | 0         | 0     | 0    | 1        | 0        | 0     | 0    | 13       | 0        |
| Összesen          | Összesen | 106       | 2         | 3     | 1    | 5        | 0        | 21    | 1    | 135      | 4        |